# Danh sách quốc gia và vùng lãnh thổ châu Á
Đây là danh sách quốc gia có chủ quyền, độc lập (được công nhận và công nhận hạn chế) tại lục địa châu Á, bao gồm cả các lãnh thổ phụ thuộc.
| Quốc kì             | Tên tắt                              | Tên chính thức                                | Tên địa phương | Thủ đô                    | Bản đồ |
| ------------------- | ------------------------------------ | --------------------------------------------- | --- | ------------------------- | ------ |
| Flag_of_Taliban.svg | Abkhazia                             | Cộng hòa Abkhazia                             | tiếng Abkhaz: Аҧсны́ Apsny, IPA /apʰsˈnɨ/; tiếng Gruzia: აფხაზეთი Apkhazeti; tiếng Nga: Абхазия Abkhaziya                               | Sukhumi                   |        |
| Flag_of_Taliban.svg | Afghanistan                          | Tiểu vương quốc Hồi giáo Afghanistan          | Pashto: د افغانستان اسلامي امارات Dari: امارت اسلامی افغانستان                                                                         | Kabul                     |        |
|                     | Akrotiri và Dhekelia                 | Các khu vực có chủ quyền Akrotiri và Dhekelia | Các khu vực có chủ quyền Akrotiri và Dhekelia                                                                                          | Episkopi                  |        |
|                     | Ả Rập Xê Út                          | Vương quốc Ả Rập Xê Út                        | tiếng Ả Rập: المملكة العربية السعودية                                                                                                  | Riyadh                    |        |
|                     | Các tiểu vương quốc Ả Rập Thống nhất | Các tiểu vương quốc Ả Rập Thống nhất          | tiếng Ả Rập: دولة الإمارات العربية المتحدة                                                                                             | Abu Dhabi                 |        |
|                     | Armenia                              | Cộng hòa Armenia                              | tiếng Armenia: Հայաստանի Հանրապետություն                                                                                               | Yerevan                   |        |
|                     | Azerbaijan                           | Cộng hòa Azerbaijan                           | tiếng Azerbaijani: Azərbaycan Respublikası                                                                                             | Baku                      |        |
|                     | Ấn Độ                                | Cộng hòa Ấn Độ                                | tiếng Hindi: भारत गणराज्य Tamil: இந்திய குடியரசு                                                                                               | New Delhi                 |        |
|                     | Lãnh thổ Ấn Độ Dương thuộc Anh       | Lãnh thổ Ấn Độ Dương thuộc Anh                | Lãnh thổ Ấn Độ Dương thuộc Anh | Diego Garcia              |        |
|                     | Bahrain                              | Vương quốc Bahrain                            | tiếng Ả Rập: مملكة البحرين | Manama                    |        |
|                     | Bangladesh                           | Cộng hòa Nhân dân Bangladesh                  | Bengal: গণপ্রজাতন্ত্রী বাংলাদেশ | Dhaka                     |        |
|                     | Bhutan                               | Vương quốc Bhutan                             | Dzongkha: | Thimphu                   |        |
|                     | Brunei                               | Nhà nước Brunei Darussalam                    | Mã Lai: Negara Brunei Darussalam chữ Jawi: نڬارا بروني دارالسلام                                                                       | Bandar Seri Begawan       |        |
|                     | Campuchia                            | Vương quốc Campuchia                          | Khmer: | Phnom Penh                |        |
|                     | Quần đảo Cocos (Keeling)             | Lãnh tổ Quần đảo Cocos (Keeling) (thuộc Úc)   | Lãnh tổ Quần đảo Cocos (Keeling) (thuộc Úc)                                                                                            | Đảo Tây                   |        |
|                     | Đài Loan                             | Trung Hoa Dân Quốc                            | Phồn thể: 中華民國 | Đài Bắc                   |        |
|                     | Georgia/Gruzia                       | Cộng hòa Georgia                              | tiếng Gruzia: საქართველო | Tbilisi                   |        |
|                     | Đảo Giáng sinh                       | Lãnh thổ Đảo Giáng sinh (thuộc Úc)            | Lãnh thổ Đảo Giáng sinh (thuộc Úc) | Flying Fish Cove          |        |
|                     | Hồng Kông                            | Đặc khu hành chính Hồng Kông                  | Phồn thể: 中華人民共和國香港特別行政區 Tiếng Anh: Hong Kong Special Administrative Region of the People's Republic of China            | Hồng Kông                 |        |
|                     | Indonesia                            | Cộng hòa Indonesia                            | tiếng Indonesia: Republik Indonesia | Jakarta                   |        |
|                     | Iran                                 | Cộng hòa Hồi giáo Iran                        | Ba Tư: جمهوری اسلامی ايران | Tehran                    |        |
|                     | Iraq                                 | Cộng hòa Iraq                                 | tiếng Ả Rập: جمهورية العراق Kurdish: كۆماری عێراق                                                                                      | Baghdad                   |        |
|                     | Israel                               | Nhà nước Israel                               | tiếng Hebrew: יִשְרָאֵל tiếng Ả Rập: إسرائيل                                                                                               | Jerusalem                 |        |
|                     | Jordan                               | Vương quốc Hashemite Jordan                   | tiếng Ả Rập: المملكة الأردنية الهاشميه                                                                                                 | Amman                     |        |
|                     | Kazakhstan                           | Cộng hòa Kazakhstan                           | tiếng Kazakh: Қазақстан Республикасы tiếng Nga: Республика Казахстан                                                                   | Nur-Sultan                |        |
|                     | Kuwait                               | Nhà nước Kuwait                               | tiếng Ả Rập: دولة الكويت | Kuwait City               |        |
|                     | Kyrgyzstan                           | Cộng hòa Kyrgyzstan                           | Kyrgyzstan: Кыргыз Республикасы tiếng Nga: Кыргызская Республика                                                                       | Bishkek                   |        |
|                     | Lào                                  | Cộng hòa Dân chủ Nhân dân Lào                 | Lào:ສາທາລະນະລັດ ປະຊາທິປະໄຕ ປະຊາຊົນລາວ | Vientiane                 |        |
|                     | Liban                                | Cộng hòa Liban                                | tiếng Ả Rập: الجمهورية اللبنانية | Beirut                    |        |
|                     | Ma Cao                               | Đặc khu hành chính Ma Cao                     | Hoa ngữ: 中華人民共和國澳門特別行政區 Tiếng Bồ Đào Nha: Região Administrativa Especial de Macau da República Popular da China          | Ma Cao                    |        |
|                     | Malaysia                             | Malaysia                                      | tiếng Mã Lai: مليسيا Giản thể tự:马来西亚 Phồn thể:馬來西亞                                                                            | Kuala Lumpur              |        |
|                     | Maldives                             | Cộng hòa Maldives                             | Dhivehi: ދިވެހިރާއްޖޭގެ ޖުމުހޫރިއްޔާ | Malé                      |        |
|                     | Mông Cổ                              | Mông Cổ Quốc                                  | tiếng Mông Cổ: Монгол улс, | Ulan Bator                |        |
|                     | Myanmar                              | Cộng hòa Liên bang Myanmar                    | tiếng Miến Điện: Pyi-daung-zu Myan-ma Naing-ngan-daw                                                                                   | Naypyidaw                 |        |
|                     | Nam Ossetia                          | Cộng hòa Nam Ossetia                          | tiếng Ossetia: Хуссар Ирыстон, Khussar Iryston; tiếng Gruzia: სამხრეთ ოსეთი, Samkhret Oseti; tiếng Nga: Южная Осетия, Yuzhnaya Osetiya | Tskhinvali                |        |
|                     | Nepal                                | Cộng hòa Dân chủ Liên bang Nepal              | Nepal: संघीय लोकतान्त्रिक गणतन्त्र नेपाल | Kathmandu                 |        |
|                     | Nhật Bản                             | Nhật Bản Quốc                                 | tiếng Nhật: 日本国 | Tokyo                     |        |
|                     | Oman                                 | Vương quốc Hồi giáo Oman                      | tiếng Ả Rập: سلطنة عُمان | Muscat                    |        |
|                     | Pakistan                             | Cộng hòa Hồi giáo Pakistan                    | Urdu: اسلامی جمہوریہ پاکستان | Islamabad                 |        |
|                     | Palestine                            | Nhà nước Palestine                            | Tiếng Ả Rập: دولة فلسـطين | Jerusalem                 |        |
|                     | Philippines                          | Cộng hòa Philippines                          | Philippines: Republika ng Pilipinas | Manila                    |        |
|                     | Qatar                                | Nhà nước Qatar                                | tiếng Ả Rập: دولة قطر | Doha                      |        |
|                     | Singapore                            | Cộng hòa Singapore                            | Tiếng Anh: Republic of Singapore tiếng Mã Lai: Republik Singapura Giản thể tự: 新加坡共和国 Tamil: சிங்கப்பூர் குடியரசு                        | Singapore City            |        |
|                     | Bắc Síp                              | Cộng hòa Bắc Síp thuộc Thổ Nhĩ Kỳ             | tiếng Thổ Nhĩ Kỳ: Kuzey Kıbrıs Türk Cumhuriyeti                                                                                        | Lefkoşa                   |        |
|                     | Síp                                  | Cộng hòa Síp                                  | tiếng Hy Lạp: Κυπριακή Δημοκρατία tiếng Thổ Nhĩ Kỳ: Kıbrıs Cumhuriyeti                                                                 | Nicosia                   |        |
|                     | Sri Lanka                            | Cộng hòa Xã hội Chủ nghĩa Dân chủ Sri Lanka   | Sinhala: Tamil: இலங்கை ஜனநாயக சமத்துவ குடியரசு                                                                                                 | Sri Jayawardenapura-Kotte |        |
|                     | Syria                                | Cộng hòa Ả Rập Syria                          | tiếng Ả Rập: جمهورية سوريا العربية | Damascus                  |        |
|                     | Tajikistan                           | Cộng hòa Tajikistan                           | tiếng Tajik: Ҷумҳурии Тоҷикистон | Dushanbe                  |        |
|                     | Thái Lan                             | Vương quốc Thái Lan                           | Thái: ราชอาณาจักรไทย | Băng Cốc                  |        |
|                     | Đông Timor                           | Cộng hòa Dân chủ Timor-Leste                  | Tetum: Repúblika Demokrátika Timór Lorosa'e tiếng Bồ Đào Nha: República Democrática de Timor-Leste                                     | Dili                      |        |
|                     | Thổ Nhĩ Kỳ                           | Cộng hòa Thổ Nhĩ Kỳ                           | Thổ Nhĩ Kỳ: Türkiye Cumhuriyeti | Ankara                    |        |
|                     | Triều Tiên                           | Cộng hòa Dân chủ Nhân dân Triều Tiên          | tiếng Hàn Quốc: 조선민주주의인민공화국                                                                                                 | Bình Nhưỡng               |        |
|                     | Hàn Quốc                             | Đại Hàn Dân Quốc                              | tiếng Hàn Quốc: 대한민국 | Seoul                     |        |
|                     | Trung Quốc                           | Cộng hòa Nhân dân Trung Hoa                   | Giản thể tự: 中华人民共和国 | Bắc Kinh                  |        |
|                     | Turkmenistan                         | Turkmenistan                                  | tiếng Turkmen: Türkmenistan | Ashgabat                  |        |
|                     | Uzbekistan                           | Cộng hòa Uzbekistan                           | tiếng Uzbek: O'zbekiston Respublikasi                                                                                                  | Tashkent                  |        |
|                     | Việt Nam                             | Cộng hòa Xã hội Chủ nghĩa Việt Nam            | tiếng Việt: Việt Nam | Hà Nội                    |        |
|                     | Yemen                                | Cộng hòa Yemen                                | tiếng Ả Rập: الجمهورية اليمنية | San'a'                    |        |